# Lecithophorus capensis
Lecithophorus capensis Macnae, 1958 è un mollusco nudibranchio della famiglia Polyceridae. È l'unica specie nota del genere Lecithophorus.